# Naqqar khana

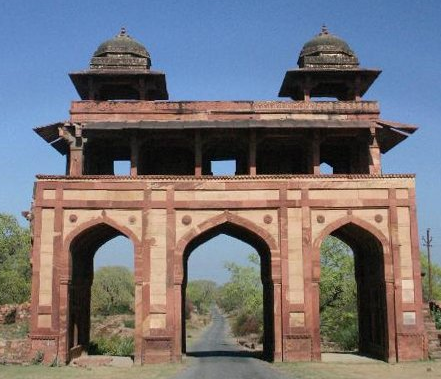
Naqqar Khana vicino a Fatehpur Sikri, Delhi.

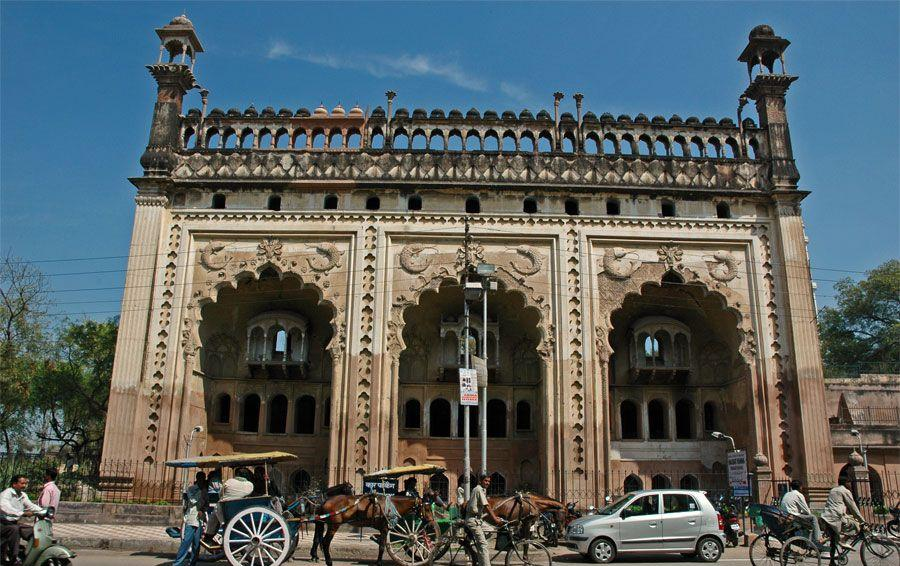
Naubat Khana a Bara Imambara, Lucknow.

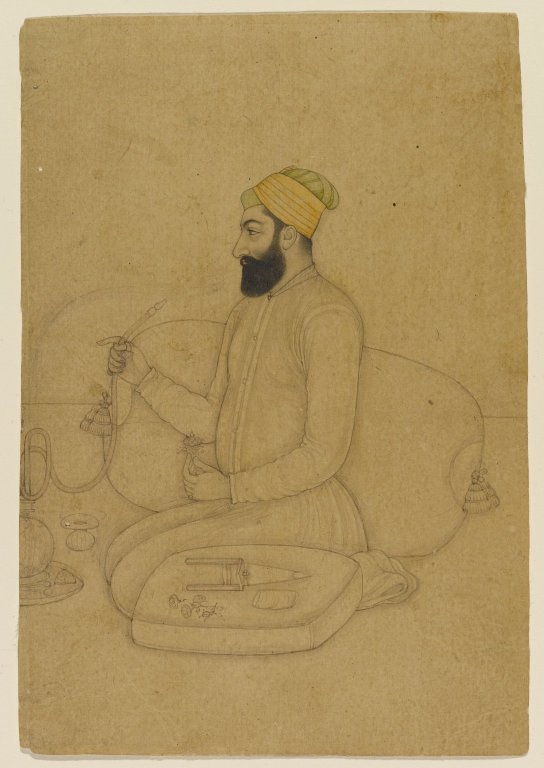
Ritratto di Mirza Dakhani Nabut Khan, Brooklyn Museum

Naqqar Khana (in hindī नक़्क़ार ख़ाना, in urdu نقّار خانہ‎?) o Naubat Khana (hindi: नौबत ख़ाना, urdu: نوبت خانہ ) è un termine per una sala delle percussioni o buca dell'orchestra durante le cerimonie. Il nome significa letteralmente tamburo (Naqqar/Naubat)- casa (Khana). Si tratta di un segno distintivo dell'architettura Moghul e sono state costruite nelle aree di loro influenza in India, Pakistan e paesi vicini.
La famiglia di Bismillah Khan aveva suonato shanai per generazioni nei Naqqar Khana affacciati su palazzi e templi che permettevano di ascoltare la loro musica in tutta la campagna.

## Luoghi importanti

### Forte Rosso

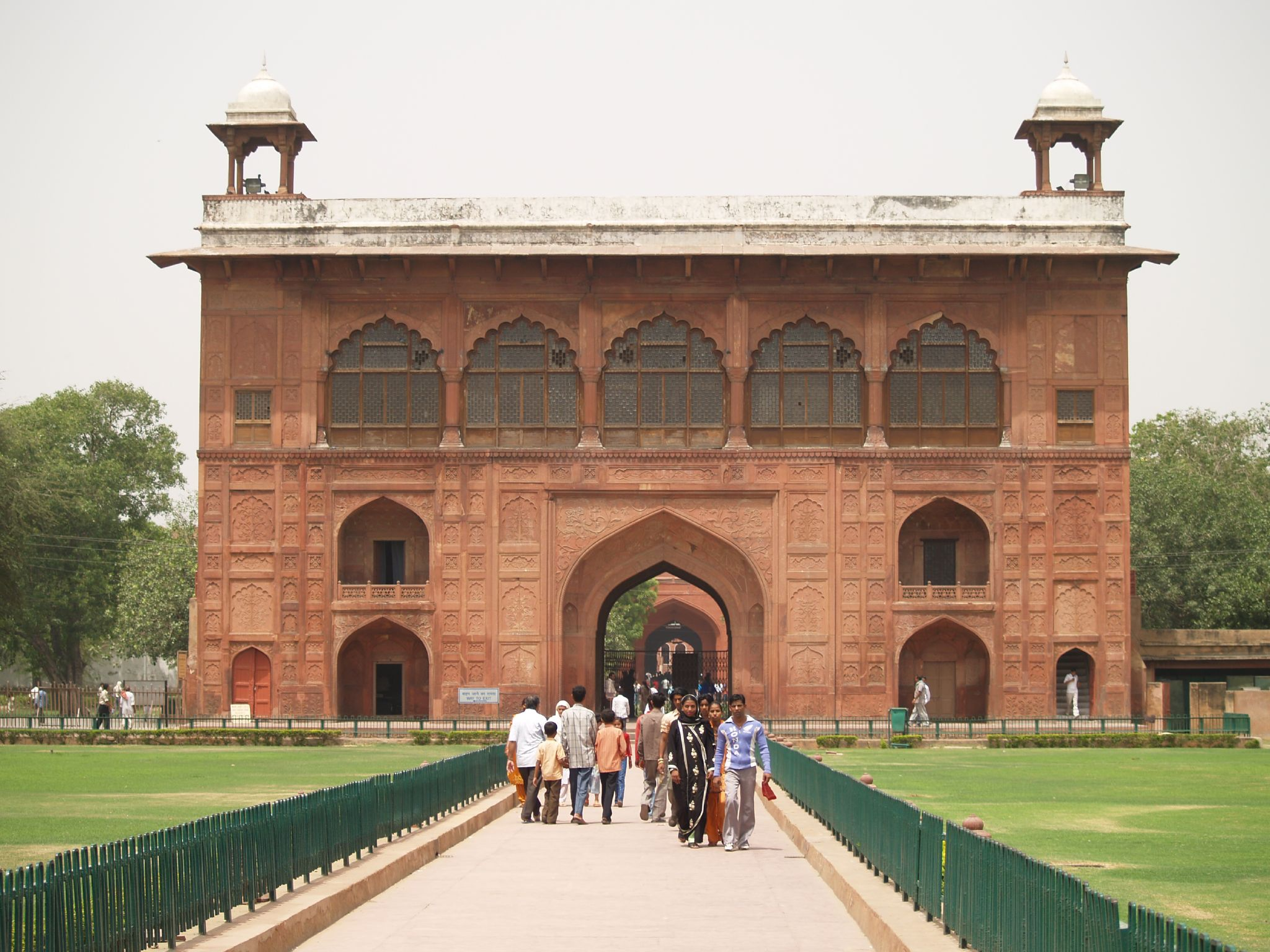
Naqqar Khana nel Forte rosso

Il padiglione chiamato Naubat Khana nel Forte rosso a Delhi si trova vicino all'ingresso sul lato orientale della corsia dei dieci pilastri, accanto a un altro padiglione dove sono stati collocati palanchini reali e altri accessori. Ospitava 18 tipi di strumenti musicali che facevano parte dell'entourage reale.
Fu costruito nel 1636 dai Moghul. Dopo la fine del loro patrocinio, il Naubat Khana cadde in uno stato di abbandono e vi rimase per quasi un secolo fino a quando un britannico di nome George Fisher lo restaurò nel 1858 per la nuova Zilla School (scuola distrettuale). Dopo la fine del Raj britannico, il luogo divenne fatiscente. La Missione statunitense ha rifiutato di prenderlo in dono a causa delle sue cattive condizioni. Il governo l'ha usato per qualche tempo come quartier generale della polizia, ma attualmente funge da scuola media.
Recentemente, uno dei suoi lati è stato dipinto di bianco (dal rosso originale) dall'Archaeological Survey of India poiché si pensa che sia il suo colore originale.

### Taj Mahal
Il Taj Mahal ha due Naubat Khana che si affacciano sulla piscina nel giardino Charbagh.